# Westworld (2.ª temporada)
A segunda temporada de Westworld (intitulada The Door) foi anunciada pela HBO em novembro de 2016. Jonathan Nolan e Lisa Joy continuam como showrunners e produtores executivos. A segunda temporada estreou em 22 de abril de 2018.

## Elenco e personagens

### Recorrente
- Betty Gabriel como Maling[5]
- Jasmyn Rae como Filha de Maeve
- Jimmi Simpson como William (jovem)[15]
- Ben Barnes como Logan Delos[16]
- Peter Mullan como James Delos[17]
- Jonathan Tucker como Major Craddock[18]
- Izabella Alvarez como Filha de Lawrence
- Patrick Cage como Phil
- Leonardo Nam como Felix Lutz[19]
- Ptolemy Slocum como Sylvester
- Martin Sensmeier como Wanahton
- Tao Okamoto como Hanaryo[14]
- Rebecca Henderson como Goldberg

### Convidado
- Steven Ogg como Rebus[20]
- Christopher May como Blaine Bellamy
- David Midthunder como Takoda
- Oliver Bell como Garotinho[21]
- Giancarlo Esposito como Novo El Lazo
- Neil Jackson como Nicholas[18]
- Fredric Lehne como Coronel Brigham
- Tantoo Cardinal como Ehawee
- Currie Graham como Craig
- Lena Georgas como Lori
- Rinko Kikuchi como Akane[22]
- Hiroyuki Sanada como Musashi[23]
- Kiki Sukezane como Sakura[14]
- Masayoshi Haneda como Tanaka
- Masaru Shinozuka como Shogun
- Lili Simmons como Nova Clementine Pennyfeather
- Timothy V. Murphy como Coughlin
- Ronnie Gene Blevins como Engels
- Erica Luttrell como Nova Mãe
- Sidse Babett Knudsen como Theresa Cullen
- Gina Torres como Lauren
- Julia Jones como Kohana
- Irene Bedard como Wichapi
- Booboo Stewart como Etu
- Sela Ward como Juliet[24]
- Jack Conley como Monroe

## Produção
A emissora HBO confirmou a segunda temporada de Westworld em novembro de 2016. Jonathan Nolan e Lisa Joy continuam como showrunners e produtores executivos, e já temos alguns atores confirmados para o elenco. Dentre eles estão os atores Jonathan Tucker que interpretará Major Craddock, e Hiroyuki Sanada que interpretará Musashi.
Talulah Riley e Louis Herthum, que interpretaram Angela e Peter Abernathy, respectivamente, como personagens recorrentes na primeira temporada, foram promovidos para o elenco principal na segunda temporada.
A segunda temporada estreou em 22 de abril de 2018.